# Matías Delgado
Matías Emilio Delgado (Rosario, 15 december 1982) is een Argentijns voetballer die uitkomt voor FC Basel.
Delgado begon in de jeugdopleiding van River Plate. Bij deze club bleef zijn doorbraak echter uit en vertrok hij al vroeg naar Chacarita Juniors. Bij deze club kwam de Argentijn vaker aan spelen toe en veroverde hij een basisplaats; eerst als rechtsbuiten, later als centrale middenvelder. De echte talenten van Delgado kwamen bovendrijven als vrije speler, de zogenaamde nummer 10-positie. Na een succesvolle periode bij zijn tweede club vertrok de Argentijn als relatief onbekende naar FC Basel. Het duurde niet lang of hij werd al snel de bepalende speler van het elftal en publiekslieveling. In de zomer van 2006 nam Beşiktaş de begaafde speler over. Delgado werd aangewezen als de nieuwe aanvoerder van de zwarte adelaars. Delgado was in seizoen 2009-2010 niet actief wegens een blessure. Na zijn blessure verliet hij Besiktas en trok naar Al-Jazira Club, een club uit de Verenigde Arabische Emiraten.

## Erelijst
FC Basel
- Super League

2005, 2015, 2016, 2017
- Zwitsers voetballer van het jaar

2006
1 Hitz ·
3 Vouilloz ·
4 Comas ·
6 Dräger ·
7 Kololli ·
8 Baró ·
9 Carlos ·
10 Shaqiri ·
11 Traoré ·
13 Salvi ·
14 Fink ·
18 Essiam ·
19 Šotiček ·
21 Sigua ·
22 Leroy ·
25 Van Breemen ·
26 Barišić ·
27 Rüegg ·
28 Vogel ·
29 Cissé ·
30 Kade ·
31 Schmid  ·
32 Adjetey ·
34 Xhaka ·
35 Beney ·
37 Avdullahu ·
39 Zé ·
43 Akahomen ·
Coach: Celestini
· Assistent-coach: Callà
· Assistent-coach: Rueda